# Morsárdalur
Morsárdalur är en dal i republiken Island.   Den ligger i regionen Austurland, i den södra delen av landet, 240 km öster om huvudstaden Reykjavík.